# Leonard French

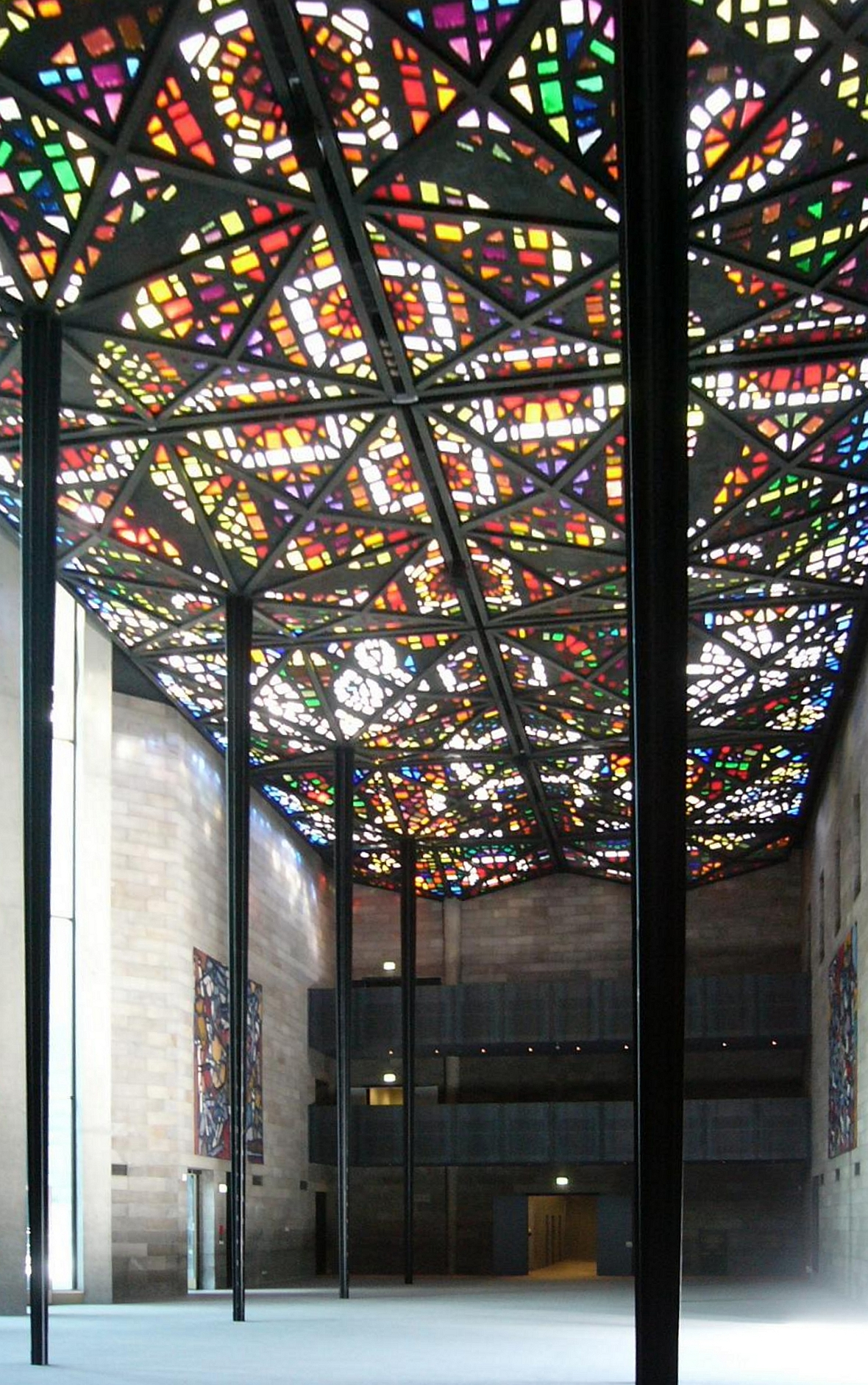
Bleiverglastes Dach als Kunstwerk in der National Gallery of Victoria in Melbourne

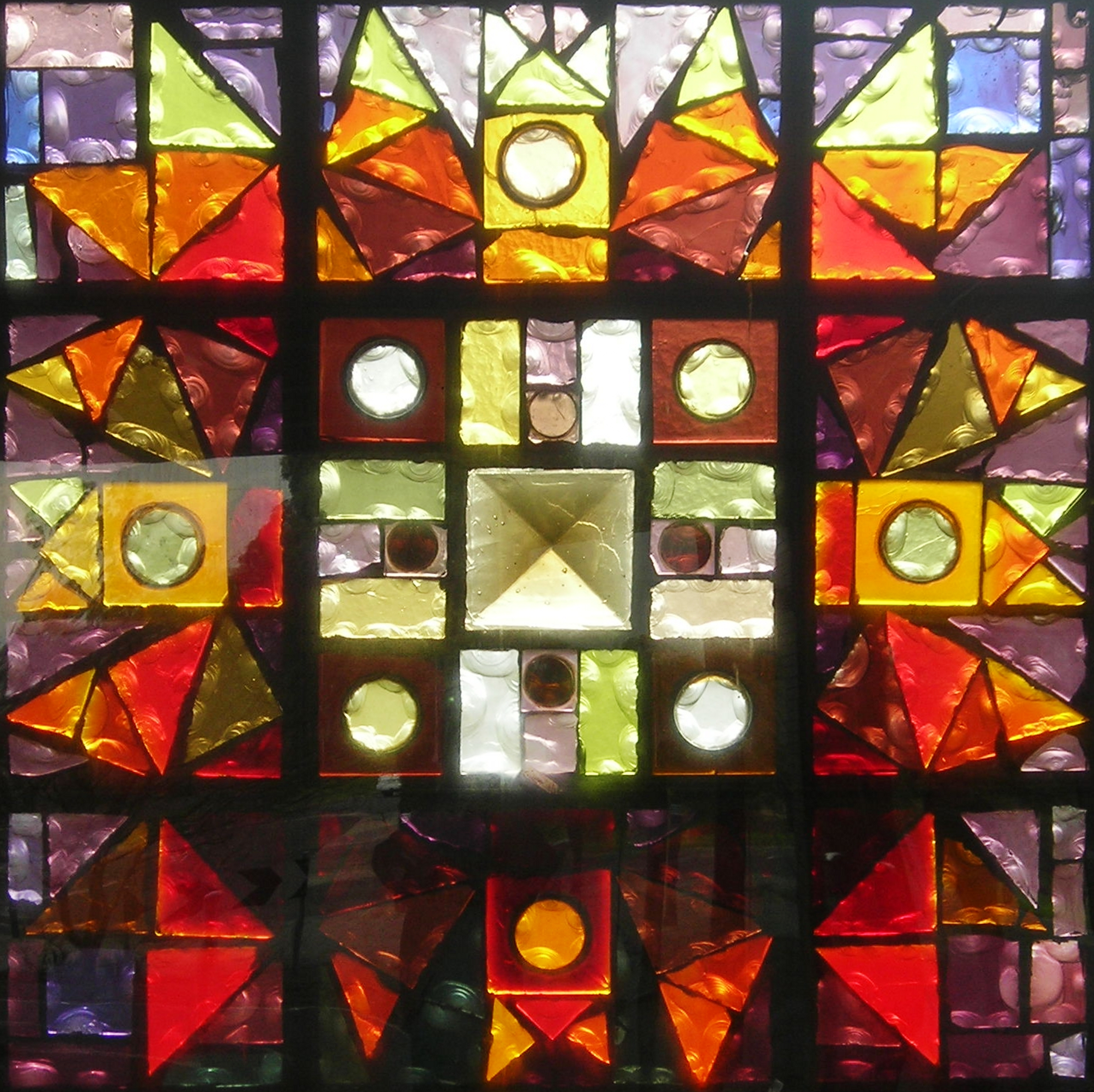
Glas-Kunstwerk: Vier Jahreszeiten (vermutlich Herbst)

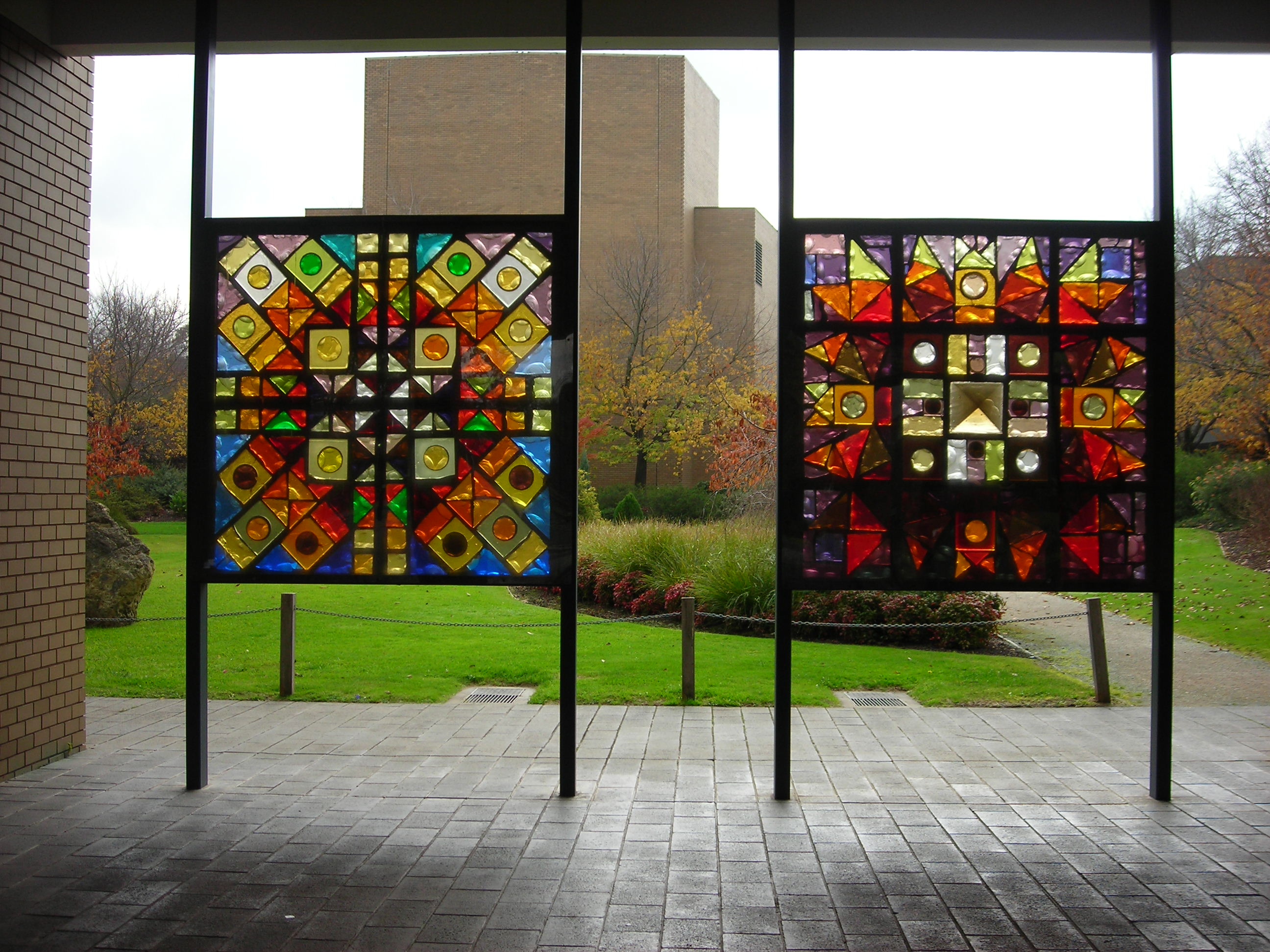
Bleiverglasungen, aufgestellt im La Trobe University Sculpture Park in Melbourne. Vier Jahreszeiten (v. links Sommer, Herbst (vermutlich))

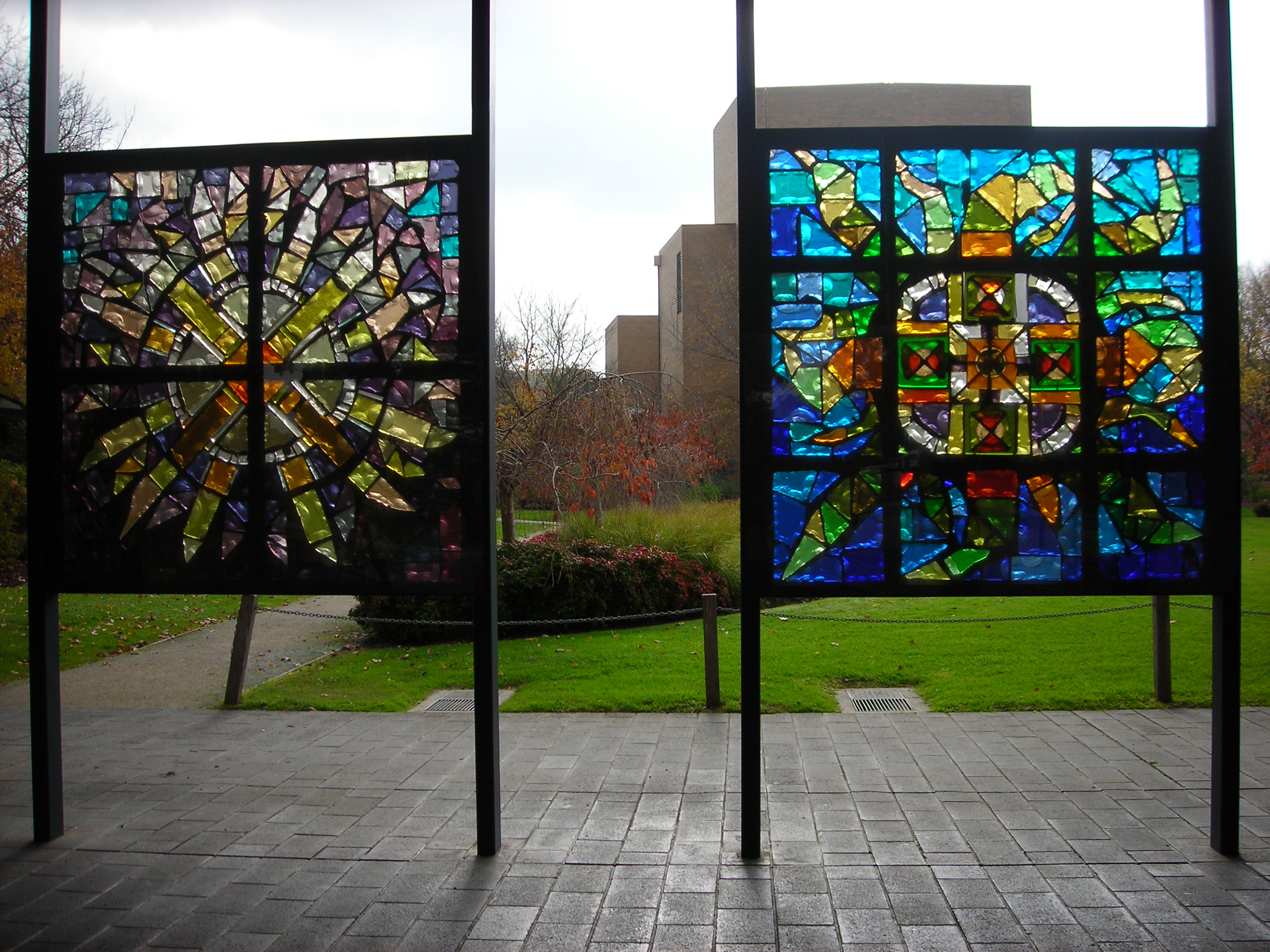
Bleiverglasung, Vier Jahreszeiten (v. links: Winter, Frühling (vermutlich))

Leonard French (* 8. Oktober 1928 in Brunswick, Victoria; † 10. Januar 2017) war ein australischer Designer und Künstler, der mit Glas arbeitete.
Sein bekanntestes Werk in Australien ist ein künstlerisch gestaltetes Glasdach in der National Gallery of Victoria, eines der größten gläsernen Kunstwerke der Welt.

## Leben und Werk
Leonard French studierte von 1944 bis 1947 Werbedesign am Melbourne Technical College in Melbourne. Im Jahr 1949 stellte er erstmals Gemälde und Wandmalerei in der Tye’s Gallery in Melbourne aus. Von 1949 bis 1951 unternahm er Studienreisen durch Belgien, Irland, Großbritannien und die Niederlande. Er blieb längere Zeit am The Abbey Arts Centre and Museum in New Barnet in der Region von London, wo auch andere australische Künstler, wie Grahame King, Inge Neufeld und Robert Klippel waren. Von 1952 bis 1956 war er Dozent an der Melbourne School of Printing and Graphic Arts. Anschließend war er von 1956 bis 1960 an der National Gallery of Victoria in Melbourne als Kurator beschäftigt. In dieser Zeit begann er mit seiner Bilderserie Campion, die er 1961 ausstellte.
French gewann 1959 den Peace Congress Prize und erhielt Stipendien für Studien in Indien, Indonesien, China und Japan. In den Jahren 1962 und 1963 unternahm er Studienreisen nach Italien, Spanien, Frankreich, Großbritannien und Griechenland, wo er längere Zeit auf der Insel Samos blieb. Im Jahr 1965 stellte French seine Samos Miniaturen in Melbourne, Perth und Adelaide aus und unternahm im gleichen Jahr noch eine Studienreise in die USA.
French lebte und arbeitete in Heathcote.

### Persian carpet of light
French erhielt 1963 den Auftrag für ein großes Glasfenster für die Great Hall an der National Gallery of Victoria, das seinen Ruf als Künstler in Australien festigte. Das in 13,72 Meter Höhe befindliche, 60,90 × 15,24 Meter große verglaste Dach in der Great Hall der National Gallery of Victoria wurde sein bekanntestes Werk, das aus 224 zusammengesetzten Triangeln besteht, wovon jedes 300 Kilogramm wiegt. Das Werk wird auch als Persian carpet of light (Persischer Lichtteppich) bezeichnet. In dem großen Glasfeld sind beispielsweise Vögel, eine Schildkröte und eine Schlange versteckt, die bei Sonnenlicht Muster an den Wänden erzeugen.
Es dauerte von 1965 bis 1970, bis das Glaskunstwerk fertiggestellt war, und weitere derartige Aufträge folgten von der Monash University im Jahr 1971, La Trobe University im Jahr 1978 und Haileybury College im Jahr 1987.

## Werk (Auswahl)
- National Library of Australia in Canberra: bleiverglastes Fenster
- Australian National University: Seven Days of Creation (Die sieben Tage der Schöpfung)
- Campion Serie (1961)
- Samos Miniaturen
- Sindbad Serie
- The Burial (Die Beerdigung)
- National Gallery of Victoria in Melbourne: bleiverglastes Dach in der Great Hall (1968)
- Monash University (Clayton Campus): Alpha and Omega (bleiverglastes Fenster, 41-teilige Serie) (1971) in der Robert Blackwood Hall
- La Trobe University Sculpture Park: The Four Seasons (Die vier Jahreszeiten) (1978)